# (10314) 1990 RF
1990 أر أف (ويعرف أيضًا باسم (10314) 1990 أر أف وفق تسمية الكوكب الصغير) (بالإنجليزية: 1990 RF)‏ هو كويكب ضمن حزام الكويكبات؛ وترتيبه 10314 من حيث الاكتشاف.
اكتُشف هذا الجُرم الفلكي بواسطة هنري هولت إي في 14 سبتمبر 1990.

## وصلات خارجية
- (10314) 1990 RF في قاعدة بيانات مختبر الدفع النفاث لأجرام النظام الشمسي الصغيرة

- الاكتشاف · مخطط المدار ·  العناصر المدارية · المعلمات المادية

- (10314) 1990 RF على موقع ويكي سكاي: DSS2, SDSS, GALEX, IRAS, Hydrogen α, X-Ray, Astrophoto, Sky Map, Articles and images